# SC Olhanense
Sporting Clube Olhanense är en portugisisk fotbollsklubb från staden Olhão. Klubben grundades 1912 och spelar sina hemmamatcher på Estádio José Arcanjo.

## Kända spelare
Se också Spelare i SC Olhanense
- Agon Mehmeti